# Confessions of Sorority Girls
Confessions of Sorority Girls is een Amerikaanse televisiefilm uit 1994 onder regie van Uli Edel.

## Verhaal
Het gaat er allemaal rustig aan toe op Sorority High. Studenten doen hier hun ding en houden zich aan de regels. Dit verandert wanneer Sabrina komt. Sabrina is een verwend nest en doet er alles aan het er naar haar zin te maken. Ze houdt met niemand rekening. Hierdoor krijgt Rita het zwaar te verduren. Vooral wanneer Sabrina een oogje krijgt op Mort, Rita's vaste vriend.

## Rolverdeling
| Acteur        | Personage         |
| ------------- | ----------------- |
| Jamie Luner   | Sabrina Masterson |
| Alyssa Milano | Rita Summers      |
| Brian Bloom   | Mort              |
| Sadie Kratzig | Tina              |
| Danni Wheeler | Ellie             |
| Judson Mills  | Joe               |
| David Brisbin | Professor Leland  |